# Scinax garbei
Scinax garbei es una especie de anfibio anuro de la familia Hylidae.
Habita en Bolivia, Brasil, Colombia, Ecuador, Perú, Venezuela y posiblemente en Guayana.
Sus hábitats naturales incluyen bosques tropicales o subtropicales secos y a baja altitud, pantanos tropicales o subtropicales, ríos, marismas intermitentes de agua dulce, plantaciones, jardines rurales, zonas previamente boscosas ahora muy degradadas y estanques.